# El Silmarillion
El Silmarillion es una recopilación de obras de J. R. R. Tolkien, editada y publicada póstumamente por su hijo Christopher Tolkien, en 1977. En ella se narra, entre otras cosas, la creación de Eä y el nacimiento de las razas más importantes (Valar, Maiar, elfos,  hombres y enanos) de Arda.
La mayor porción de El Silmarillion, titulada «Quenta Silmarillion», trata sobre los Silmaril, joyas hechas por Fëanor en Aman y alrededor de las cuales se entreteje la historia de la Primera Edad del Sol en la Tierra Media, principalmente en la región conocida como Beleriand. También se incluyen otras historias más breves: «Ainulindalë», «Valaquenta» y «Akallabêth». Una última historia («De los Anillos de Poder y la Tercera Edad») sirve como marco de referencia histórico para El hobbit y El Señor de los Anillos, las más conocidas novelas de Tolkien.

## Estructura
El Silmarillion se divide en cinco partes:
- «Ainulindalë» («La música de los Ainur» en quenya), que trata sobre la creación de Eä y, dentro de ella, la creación de Arda.
- «Valaquenta» («La historia de los Valar» en quenya), una breve relación de los Valar y los Maiar, las fuerzas sobrenaturales de Eä, llamados los Poderes de la Tierra. También hace referencia a Melkor y Sauron, un Valar oscuro y su más leal sirviente.
- «Quenta Silmarillion» («La historia de los Silmarilli» en quenya), los eventos que ocurren desde el inicio de los tiempos hasta el final de la Primera Edad del Sol.
- «Akallabêth» («La Sepultada» en adunaico), que narra el auge y caída del reino isleño de Númenor.
- De los Anillos de Poder y la Tercera Edad, que narra el preámbulo y los hechos mismos de los eventos ocurridos en la novela épica de Tolkien El Señor de los Anillos pero al estilo del Silmarillion.

Los capítulos son variados. Hay 24 capítulos en total y son:
- 1: Del principio de los días
- 2: De Aulë y Yavanna
- 3: De la llegada de los Elfos y el cautiverio de Melkor
- 4: De Thingol y Melian
- 5: De Eldamar y los príncipes de los Eldalië
- 6: De Fëanor y el desencadenamiento de Melkor
- 7: De los Silmarils y la inquietud de los Noldor
- 8: Del oscurecimiento de Valinor
- 9: De la huida de los Noldor
- 10: De los Sindar
- 11: Del Sol y la Luna y el Ocultamiento de Valinor
- 12: De los Hombres
- 13: Del retorno de los Noldor
- 14: De Beleriand y sus reinos
- 15: De los Noldor en Beleriand
- 16: De Maeglin
- 17: De la llegada de los Hombres al Occidente
- 18: De la ruina de Beleriand y la caída de Fingolfin
- 19: De Beren y Lúthien
- 20: De la quinta batalla: Nírnaeth Arnoediad
- 21: De Túrin Turambar
- 22: De la ruina de Doriath
- 23: De Tuor y la caída de Gondolin
- 24: Del viaje de Eärendil y la Guerra de la Cólera

## Relatos después de la Primera Edad del Sol
- «Akallabêth» («La sepultada», en adûnaico), historia de la caída de Númenor, que tiene lugar en la Segunda Edad del Sol.
- «De los Anillos de Poder y la Tercera Edad», un resumen que narra cómo es la Tierra Media y de los acontecimientos que llevan a la historia de El Señor de los Anillos.

Esta división en cinco partes es asociada informalmente por algunos lectores con los tres volúmenes de las Traducciones del élfico, escritas por Bilbo Bolsón, mencionados en El Señor de los Anillos.
Esas cinco partes eran en un principio cinco trabajos independientes, pero el deseo de un anciano Tolkien fue que se publicaran en conjunto. Como murió antes de que pudiera reescribir las variadas leyendas por completo, su hijo Christopher utilizó material de viejos escritos de su padre para terminarlo. En algunos casos tuvo que crear fragmentos originales.
El Silmarillion, como otros compendios de los trabajos de Tolkien (tales como los Cuentos inconclusos de Númenor y la Tierra Media, Las aventuras de Tom Bombadil y otros poemas de El Libro Rojo, y El camino sigue y sigue), forma una trama que, aunque incompleta, describe el universo de la Tierra Media antes de que se produjeran los acontecimientos narrados en El hobbit y El Señor de los Anillos. La historia de la Tierra Media comprende doce volúmenes que examinan los procesos que condujeron a la publicación de estas obras, basándose en los borradores iniciales del autor y el comentario de Cristopher Tolkien.
El Silmarillion es una obra compleja que explora una vasta extensión de temas inspirados en muchas historias antiguas, medievales y modernas, incluyendo el Kalevala finés, el Antiguo Testamento, las sagas nórdicas, la mitología griega y celta y la Primera Guerra Mundial. Por ejemplo, el significado del nombre del ser supremo, Eru Ilúvatar («Padre de todos»), se tomó prestado de la mitología nórdica; el estilo arcaico del «Ainulindalë» recuerda al Antiguo Testamento; y la civilización insular de Númenórë tiene reminiscencias de la Atlántida griega (uno de los nombres de esa tierra en los libros es Atalantë, a la que dotó de etimología quenya como «la [tierra] caída o sepultada»).

## Algunos de los más notables capítulos del libro
- La música de los Ainur.
- De Beren y Lúthien.
- Túrin Turambar (asociado con la Narn i Chîn Húrin, la historia de los hijos de Húrin en los Cuentos inconclusos de Númenor y la Tierra Media, y como libro separado, Los hijos de Húrin).
- De Tuor y la caída de Gondolin.
- Del viaje de Eärendil y la Guerra de la Cólera.

Además, el libro incluye un largo apéndice en el que se puede encontrar quién es cada personaje, lugares, razas y explicaciones sobre pronunciación y etimología de las principales lenguas que aparecen en el contexto de la Tierra Media, además de árboles genealógicos.

## La creación del libro
Los primeros bosquejos de las historias de El Silmarillion se remontan a 1925, cuando Tolkien escribió un esbozo de su mitología. Sin embargo, los conceptos de los personajes, los temas principales y las historias concretas se venían desarrollando desde 1917, cuando Tolkien -por entonces un oficial británico- volvió de Francia durante la Primera Guerra Mundial y se encontraba convaleciente en un hospital militar primero, y en su domicilio después, con la llamada 'fiebre de las trincheras'. Por ese tiempo, nombró a su colección de pequeñas historias El libro de los cuentos perdidos (que después sería usado como nombre de los dos primeros volúmenes de La historia de la Tierra Media). Estos 'cuentos' iban a incluir una mitología inglesa, pretendiendo explicar los orígenes de la historia y cultura de Inglaterra.
Muchos años después de la guerra, alentado por el éxito de El hobbit, Tolkien le presentó a su editor, George Allen & Unwin, una versión incompleta aunque muy desarrollada de El Silmarillion, pero fue rechazada porque era oscura y "demasiado céltica". El editor, por el contrario, le pidió a Tolkien una continuación de El hobbit, la que finalmente se convertiría en su novela más significativa, El Señor de los Anillos. 
De todos modos, Tolkien nunca abandonó estos trabajos. De hecho, los consideraba su obra más importante (de acuerdo con el prólogo del libro), pudiéndose ver en sus historias el origen de la Tierra Media y sucesos posteriores contados en El hobbit y El Señor de los Anillos. Reanudó su trabajo en El Silmarillion al completar la citada obra, y su deseo era que ambas se publicaran juntas. Pero cuando vio que sería un imposible concentró su atención en preparar la publicación de El Señor de los Anillos.
A finales de los años 1950 comenzó de nuevo a trabajar en El Silmarillion, pero muchos de sus escritos de esta época estaban más relacionados con el aspecto teológico y filosófico de la obra antes que en la narración misma. Durante este tiempo escribió largo y tendido sobre ciertos temas como la naturaleza del mal en Arda, el origen de los Orcos, las costumbres de los Elfos, la significación de la muerte élfica, la planitud de Arda y el cuento del Sol y la Luna. Por este tiempo, le entraron serias dudas sobre los aspectos fundamentales de la obra que volvían a las primeras versiones de las historias, y parecía que Tolkien necesitaba solucionar esos problemas antes de poder producir la versión final de El Silmarillion. En todo caso, salvo contadas excepciones, no trabajó en la narración en los restantes años de vida.

## Publicación

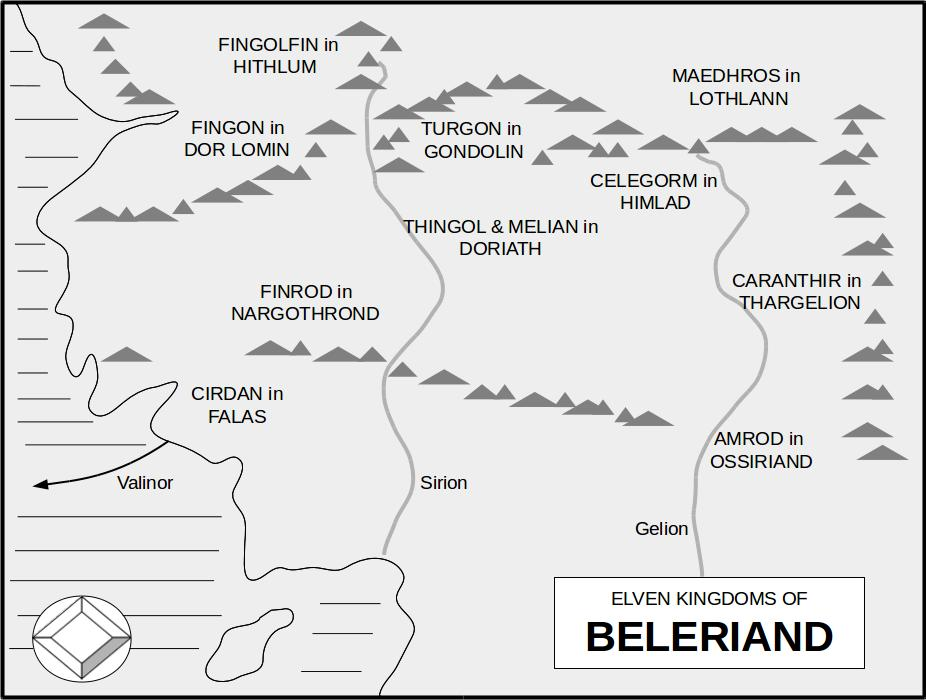
Los reinos Noldor según El Silmarillion

Si bien los escritos son de mano del propio Tolkien, fueron publicados después de su muerte por su hijo Christopher, quien buscó entre las historias aquellas más acabadas y las reunió en un solo volumen, junto con otros escritos, dando así forma a la voluntad de su padre, que había manifestado su deseo de que constituyera un corpus que abarcara desde la Creación del Mundo hasta la destrucción del Anillo de Poder.
Debido a esta condición, el volumen contiene a veces incoherencias con El Señor de los Anillos o con El hobbit, los estilos son a veces diferentes, hay historias muy acabadas (como la de Beren y Lúthien o la de Túrin Turambar) y otras apenas esbozadas (como la dedicada a la Guerra de la Cólera).
La primera edición del libro se publicó en tapa dura por Allen & Unwin en 1977. Más tarde, en 1999, HarperCollins publicó una edición de bolsillo y en 2008 lanzó una edición ilustrada con ilustraciones a color de Ted Nasmith. A pesar de haber vendido más de un millón de copias, esta cifra es considerablemente menor en comparación con los impresionantes éxitos de El Hobbit y El Señor de los Anillos, que han vendido más de 100 millones de ejemplares cada uno. Sin embargo, las ventas fueron lo suficientemente significativas como para que el libro llegara al primer lugar de las listas de más vendidos en octubre de 1977. Desde entonces, la obra ha sido traducida a al menos 40 idiomas diferentes.

## Influencias en el panorama musical
En 1998 el grupo musical alemán Blind Guardian sacó al mercado Nightfall in Middle-Earth, un disco entero dedicado a El Silmarillion, haciendo referencia a bastantes pasajes del «Quenta Silmarillion» y con la representación de una de las escenas más famosas del libro como portada.
Otros artistas, tanto de las diversas tendencias del heavy metal, como la banda austriaca Summoning o la finlandesa Battlelore, como de sonidos más tradicionales, como la italiana Ainur, están directamente influenciados por los libros de Tolkien, y en concreto por El Silmarillion, tanto lírica como estéticamente.
La banda inglesa Marillion empezó su carrera con el nombre artístico «Silmarillion», que debió acortar por confrontaciones legales con los tenedores de los derechos de la obra de Tolkien. No es la única que tiene su nombre relacionado con Tolkien, ya que, entre otros ejemplos, está la banda de heavy metal Cirith Ungol (recordando al lugar del mismo nombre) o la banda sueca de death metal melódico Amon Amarth, que significa "monte del destino" en sindarin.[cita requerida]